# Macrolabrum boeri
Macrolabrum boeri är en kräftdjursart som beskrevs av Mihai Bacescu 1981. Macrolabrum boeri ingår i släktet Macrolabrum och familjen Pagurapseudidae. Inga underarter finns listade i Catalogue of Life.